# 主幹教諭
主幹教諭（しゅかんきょうゆ）とは、校長・園長（副校長・副園長を置く認定こども園を含む幼稚園・小学校・中学校・中等教育学校・高等学校・特別支援学校・義務教育学校にあっては、校長・園長および副校長・副園長）および教頭を助け、命を受けて校務・園務の一部を整理し、ならびに児童・生徒の教育または幼児の保育をつかさどる学校職員のことである。
したがって校務分掌においては、校長-教頭-主幹教諭-教諭等（分掌主任など）という序列か、分掌等から独立して教頭直下に位置することが多い。
なお、大阪府における「首席」など、学校設置者が独自呼称を用いる場合もある。

## 概要
2007年に改正された学校教育法により設けられた任意設置の役職であり、任命権者（都道府県教育委員会等）によって任命されるが管理職ではない。原則、学校を異動しても身分は変わらない。学校の実情に照らし必要があると認めるときは、幼児・児童・生徒の「養護をつかさどる主幹教諭」および「栄養の指導及び管理をつかさどる主幹教諭」を置くともできる。
学校教育法に主幹教諭が定義される前も、現在の主幹教諭と同等の教諭が設置されていることはあったが、学校教育法が改正されてから主幹教諭に切り替えた事例が多い。例えば埼玉県では、平成20年度まで「教諭（主幹）」という教諭の職名であり、給与や手当などの優遇措置はなかったが、平成21年度より給与条例の改定があり、俸給特2級が新設された。これにより新たな職として「主幹教諭」が発令された。
現在は埼玉県のみならず、全国的に配置されている。
自治体等によっては職務命令ができるなど、教諭とは一線を画し、その職務に大きく期待されている。
いち早く主幹教諭制度を導入した東京都では平成20年頃から選考の競争率が1.0～1.1倍程度と低迷しており、平成22年度から導入された管理職推薦による昇任が大半を占めている。学校によっては、管理職が推薦しても被推薦者が固辞したり、そもそも人材が払底しているなどの問題をかかえている。

## 備考
主幹教諭は校長や副校長（教頭）と同様に、改正教育職員免許法に基づく「教員免許更新制」における免許状更新講習対象外であった。

## 歴史
学校教育法には規定がなかったが、一部の地方公共団体では教育委員会規則で定めていた。例えば、兵庫県においては従来から「主幹教諭」（校長の監督を受け、円滑な学校運営の推進、教員等の資質及び能力の向上をつかさどる）を、東京都においては「主幹」（上司の命を受け、担当する校務を統括処理する）を、大阪府においては「首席」（校長の命を受け、一定の校務について、教職員を指導・総括する）を置いていた。